# Condado de Jones (Misisipi)
El condado de Jones (en inglés: Jones County), fundado en 1826, es un condado del estado estadounidense de Misisipi. En el año 2000 tenía una población de 64.958 habitantes con una densidad poblacional de 36 personas por km². Las sedes del condado son Laurel y Ellisville.

## Geografía
Según la Oficina del Censo, el condado tiene un área total de 1813 km² (700 mi²), de la cual 1797 km² (693,8 mi²) es tierra y 16 km² (6,2 mi²) es agua.

## Demografía
En el 2000 la renta per cápita promedia del condado era de $ 28,786 y el ingreso promedio para una familia era de $34,465. El ingreso per cápita para el condado era de $14,820. En 2000 los hombres tenían un ingreso per cápita de $28,273 frente a $19,405 para las mujeres. Alrededor del 19.80% de la población estaba bajo el umbral de pobreza nacional.

## Condados adyacentes
- Condado de Jasper (norte)
- Condado de Wayne (este)
- Condado de Perry (sureste)
- Condado de Forrest (suroeste)
- Condado de Covington (oeste)
- Condado de Smith (noroeste)